# 交響曲第38番 (ハイドン)
交響曲第38番 ハ長調 Hob. I:38 は、フランツ・ヨーゼフ・ハイドンが作曲した交響曲。第2楽章で第1ヴァイオリンと弱音器付きの第2ヴァイオリンがエコーのような効果を生み出しているところから『こだま』（もしくは『エコー』、Echo）という愛称で知られる。

## 概要
自筆楽譜が消失しているため、正確な作曲年は不明だが、当時ハイドン作品の楽譜の収集に力を入れていたゲットヴァイク修道院の所蔵楽譜目録に「1769年に購入した」という記録があり、それ以前に作曲されたものと考えられている。クリストファー・ホグウッドのハイドン交響曲全集では1767年頃の作曲とする。
いわゆる、ハイドンの「シュトルム・ウント・ドラング（疾風怒濤）期」の交響曲の一つとされることもあるが、その一方で緩徐楽章が弦楽器のみである点や、独奏楽器が協奏曲的に活躍する点は初期の交響曲と共通する。
第3楽章のトリオでオーボエが活躍する点について、ランドンは当時のエステルハージ家のオーケストラでオーボエを新調したばかりであり、その機能をエステルハージ公に対して披露する意味合いがあったのではないかと推測している。
なお、同じハ長調のカンタータ『アプラウスス』（Hob. XXIVa:6、1768年）の序曲として、本作の最初の2楽章を使っている演奏がある。

## 編成
オーボエ2、ホルン2（、トランペット2、ティンパニ）、第1ヴァイオリン、第2ヴァイオリン、ヴィオラ、低音（チェロ、コントラバス、ファゴット）。
この曲が作曲されたと思われる時期のエステルハージ家の楽団にはトランペット奏者もティンパニ奏者も雇われていなかったため、トランペットとティンパニのパートは後から書き加えられたものと考えられている。

## 曲の構成
全4楽章、演奏時間は約20分。
- 第1楽章 アレグロ・ディ・モルト
ハ長調、4分の2拍子、ソナタ形式。
上昇分散和音によるにぎやかな第1主題を持つ。展開部は主に第1主題によるが、後半急に弦楽器だけになり、ヘ長調の新しい旋律が現れる。

- 第2楽章 アンダンテ・モルト
ヘ長調、8分の3拍子、ソナタ形式。

管楽器は使用されず弦楽器のみで奏される。弱音器を付けた第2ヴァイオリンが、弱音器なしの第1ヴァイオリンの音型を1小節遅れてエコーのように反復するのが特徴的。

- 第3楽章 メヌエット - トリオ：アレグロ
ハ長調 - ヘ長調、4分の3拍子。
メヌエット主部は普通だが、トリオはヘ長調で、オーボエのソロが特徴的である[1]（ホルンは休み）。

- 第4楽章 フィナーレ：アレグロ・ディ・モルト
ハ長調、2分の2拍子、ソナタ形式。
ソナタ形式だが、対位法的な進行が多い。時折はさまれるオーボエのソロが協奏曲的な趣を与えている[1]。